# Rally Cataluña de 2012
El Rally Cataluña de 2012, oficialmente 48è Rally RACC Catalunya – Costa Daurada (Rallye de España), fue la edición 48.ª y la decimotercera y última ronda de la temporada 2012 del Campeonato Mundial de Rally. Fue también la octava ronda del campeonato Super 2000, la octava ronda del campeonato de producción y la sexta ronda de la Academia WRC. Fue presentada a los medios el 24 de octubre y se celebrará del 8 al 11 de noviembre y contó con un itinerario de dieciocho tramos sobre asfalto y tierra con un tramo urbano en Salou. La prueba arrancó con la ceremonia de salida en el centro de la ciudad de Barcelona, el día 8 a las 19:30 desde la Avenida de la Catedral.
El primer día (viernes 9) se disputaron seis tramos, que alternarán entre tres mixtos (asfalto y tierra) y tres de tierra, mientras que el segundo y tercer día (sábado 10 y domingo 11) se realizaron los doce restantes que fueron íntegramente sobre asfalto.
El ganador fue Sébastien Loeb que logró su victoria número setenta y seis, la novena de la temporada y la octava consecutiva en la prueba española. Segundo fue el piloto de Ford, Jari-Matti Latvala en su última carrera con el equipo, y tercero Mikko Hirvonen. Al ser la última cita del año se decidieron los títulos del certamen de producción y del Super 2000, siendo Craig Breen el ganador de esta última y Benito Guerra en el primero, ambos ganadores por primera vez en ambas categorías.

## Lista de inscritos
La lista de inscritos estaba compuesta por setenta y cuatro pilotos.
| Lista de inscritos | Lista de inscritos | Lista de inscritos | Lista de inscritos         | Lista de inscritos              |
|                    | Piloto             | Copiloto           | Automóvil                  | Equipo                          |
| ------------------ | ------------------ | ------------------ | -------------------------- | ------------------------------- |
| 1                  | Sébastien Loeb     | Daniel Elena       | Citroën DS3 WRC            | Citroën Total World Rally Team  |
| 2                  | Mikko Hirvonen     | Jarmo Lehtinen     | Citroën DS3 WRC            | Citroën Total World Rally Team  |
| 3                  | Jari-Matti Latvala | Miikka Anttila     | Ford Fiesta RS WRC         | Ford World Rally Team           |
| 4                  | Petter Solberg     | Chris Patterson    | Ford Fiesta RS WRC         | Ford World Rally Team           |
| 5                  | Ott Tänak          | Kuldar Sikk        | Ford Fiesta RS WRC         | M-Sport Ford World Rally Team   |
| 6                  | John Powell        | Michael Fenell     | Ford Fiesta RS WRC         | M-Sport Ford World Rally Team   |
| 7                  | Hans Weijs jr.     | Bjorn Degandt      | Citroën DS3 WRC            | Qatar World Rally Team          |
| 8                  | Thierry Neuville   | Nicolas Gilsoul    | Citroën DS3 WRC            | Citroën Junior World Rally Team |
| 9                  | Daniel Oliveira    | Carlos Magalhaes   | Ford Fiesta RS WRC         | Brazil World Rally Team         |
| 10                 | Mads Østberg       | Jonas Andersson    | Ford Fiesta RS WRC         | Adapta World Rally Team         |
| 12                 | Chris Atkinson     | Glenn MacNeall     | Mini John Cooper Works WRC | WRC Team Mini Portugal          |
| 14                 | Paulo Nobre        | Edu Paula          | Mini John Cooper Works WRC | WRC Team Mini Portugal          |
| 21                 | Martin Prokop      | Zdenek Hruza       | Ford Fiesta RS WRC         | Czech Ford National Team        |

| Ver listado completo | Ver listado completo   | Ver listado completo   | Ver listado completo           | Ver listado completo      |
|                      | Piloto                 | Copiloto               | Automóvil                      | Equipo                    |
| -------------------- | ---------------------- | ---------------------- | ------------------------------ | ------------------------- |
| 22                   | Evgeny Novikov         | Ilka Minor             | Ford Fiesta RS WRC             | Evgeniy Novikov           |
| 23                   | Jarkko Nikara          | Jarkko Kalliolepo      | Mini John Cooper Works WRC     | Prodrive WRC Team         |
| 24                   | Abdulaziz al-Kuwari    | Killian Duffy          | Mini John Cooper Works WRC     | Seashore Qatar Rally Team |
| 25                   | Sebastien Ogier        | Julien Ingrassia       | Škoda Fabia S2000              | Volkswagen Motorsport     |
| 26                   | Andreas Mikkelsen      | Ola Floene             | Škoda Fabia S2000              | Volkswagen Motorsport     |
| 31                   | Hayden Paddon          | John Kennard           | Škoda Fabia S2000              | Hayden Paddon             |
| 32                   | Craig Breen            | Paul Nagle             | Ford Fiesta S2000              | Craig Breen               |
| 33                   | Per-Gunnar Andersson   | Emil Axelsson          | Proton Satria Neo S2000        | Proton Motorsports        |
| 34                   | Alastair Fisher        | Daniel Barritt         | Proton Satria Neo S2000        | Proton Motorsports        |
| 35                   | Maciej Oleksowicz      | Andrzej Obrebowski     | Ford Fiesta S2000              | Maciej Oleksowicz         |
| 36                   | Yazzed al-Rajhi        | Michael Orr            | Ford Fiesta S2000              | Yazeed Racing             |
| 37                   | Dani Sordo             | Carlos del Barrio      | Mini John Cooper Works WRC     | Prodrive WRC Team         |
| 49                   | Albert Llovera         | Diego Vallejo          | Fiat Grande Punto Abarth S2000 | PCR Sport                 |
| 51                   | Karl Kruuda            | Martin Jarveoja        | Ford Fiesta S2000              | Karl Kruuda               |
| 52                   | Eamonn Boland          | Michael Joe Morrissey  | Subaru Impreza STi R4          | Eamonn Boland             |
| 53                   | Jaroslaw Koltun        | Ireneusz Pleskot       | Ford Fiesta S2000              | Jaroslaw Koltun           |
| 54                   | Carles Llinas          | Juan Torra             | Mitsubishi Lancer Evo X        | Escudería Osona           |
| 55                   | Yuriy Protasov         | Kyrylo Nesvit          | Subaru Impreza STi             | Yuriy Protasov            |
| 56                   | Ruben Gracia           | Diego Sanjuan          | Mitsubishi Lancer Evo X        | GPR Sport                 |
| 57                   | Sergio Cruz            | Arielle Tramont        | Mitsubishi Lancer Evo X        | RACE                      |
| 58                   | Joao Correia           | Jose Ferreira          | Mitsubishi Lancer Evo X        | RMC Motorsport            |
| 59                   | Paulo Freire           | Joaquim Capelo         | Mitsubishi Lancer Evo X        | Paulo Freire              |
| 60                   | Jose Alberto Nicolas   | Miguel Recalt          | Subaru Impreza WRX             | Jose Alberto Nicolas      |
| 61                   | Jaroslav Melicharek    | Erik Melicharek        | Mitsubishi Lancer Evo IX       | Jaroslav Melicharek       |
| 62                   | Rifat Sungkar          | Scott Beckwith         | Subaru Impreza STi             | Rifat Sungkar             |
| 63                   | Enrique García Ojeda   | Pablo Marcos           | Citroën DS3 R3T                | Autogomas Cantabria       |
| 64                   | Tomas Pletka           | Tomas Plachy           | Citroën DS3 R3T                | Tomas Pletka              |
| 65                   | Giorgio Giambartolomei | Michele Marcucci       | Renault Clio R3                | Giorgio Giambartolomei    |
| 66                   | Vincent Dubert         | Valentin Sarreaud      | Citroën DS3 R3T                | Vincent Dubert            |
| 67                   | Nicolas Gajek          | Cecile Marie Nicolas   | Citroën DS3 R3T                | Nicolas Gajek             |
| 68                   | Víctor Senra           | David Vázquez          | Ford Fiesta R2                 | RMC Motorsport            |
| 69                   | Surhayen Pernía        | Juan Luis Garcia       | Ford Fiesta R2                 | RMC Motorsport            |
| 70                   | Joan Font Guixaro      | Enrique Velasco        | Ford Fiesta R2                 | RMC Motorsport            |
| 71                   | José Antonio Lodeiro   | Laura San Emeterio     | Ford Fiesta R2                 | RMC Motorsport            |
| 72                   | Celestino Iglesias     | Jorge Iglesias         | Ford Fiesta R2                 | RMC Motorsport            |
| 73                   | Mariano Pares          | Javier Moreno          | Ford Fiesta R2                 | PCR Sport                 |
| 74                   | Loris Antonio Papa     | Claudia Zollinger      | Renault Twingo R2              | Loris Antonio Papa        |
| 75                   | Eddy Brisson           | Pascal Masson          | Suzuki Swift Sport             | Eddy Brisson              |
| 76                   | Josep Anton Domenech   | Manel Marchal          | Suzuki Swift Sport             | Escudería Gironella       |
| 102                  | José Antonio Suárez    | Cándido Carrera        | Ford Fiesta R2                 | José Antonio Suárez       |
| 105                  | Pontus Tidemand        | Stig Rune Skjaermoen   | Ford Fiesta R2                 | Pontus Tidemand           |
| 106                  | Brendan Reeves         | Rhianon Smyth          | Ford Fiesta R2                 | Brendan Reeves            |
| 107                  | Jan Timo van der Marel | Erwin Berkhof          | Ford Fiesta R2                 | KNAF Talent First         |
| 108                  | John MacCrone          | Stuart Loudon          | Ford Fiesta R2                 | John MacCrone             |
| 109                  | Elfyn Evans            | Philip Pugh            | Ford Fiesta R2                 | Elfyn Evans               |
| 110                  | Aron Domzala           | Kacper Pietrusinski    | Ford Fiesta R2                 | Aron Domzala              |
| 114                  | Fredrik Ahlin          | Morten Erik Abrahamsen | Ford Fiesta R2                 | Fredrik Ahlin             |
| 131                  | Michal Kosciuszko      | Maciej Szepaniak       | Mitsubishi Lancer Evo X        | Lotos Dynamic Rally Team  |
| 132                  | Nicolás Fuchs          | Fernando Mussano       | Subaru Impreza WRX             | Nicolás Fuchs Sierlecki   |
| 133                  | Marcos Ligato          | Ruben Garcia           | Subaru Impreza WRX             | Marcos Ligato             |
| 134                  | Lorenzo Bertelli       | Lorenzo Granai         | Subaru Impreza STi             | Lorenzo Bertelli          |
| 136                  | Louise Cook            | Stefan Davis           | Ford Fiesta R2                 | Louise Cook               |
| 138                  | Benito Guerra          | Borja Rozada           | Mitsubishi Lancer Evo X        | Benito Guerra Latapi      |
| 139                  | Valeriy Gorban         | Andrii Nikolaiev       | Mitsubishi Lancer Evo IX       | Mentos Ascania Racing     |
| 140                  | Gianluca Linari        | Andrea Cecchi          | Subaru Impreza STi             | Gianluca Linari           |
| 141                  | Aleksey Kikireshko     | Segei Larens           | Mitsubishi Lancer Evo IX       | Mentos Ascania Racing     |
| 142                  | Ricardo Triviño        | Alex Haro              | Subaru Impreza STi             | Ricardo Trivino Bujalil   |
| 144                  | Ramona Karlsson        | Miriam Walfridsson     | Mitsubishi Lancer Evo X        | Ramona Karlsson           |
| 145                  | Subhan Aksa            | William Hayes          | Mitsubishi Lancer Evo X        | Bosowa Rally Team         |
| 149                  | Yeray Lemes Macias     | Rogelio Peñate         | Mitsubishi Lancer Evo X        | RMC Motorsport            |
| 150                  | Josep Membrado         | Josep Ribolleda        | Mitsubishi Lancer Evo X        | Escudería Gironella       |

## Desarrollo

### Día 1
En el primer día de carrera se celebró el shakedown, donde el noruego marcó el mejor tiempo, y el tramo de tramo de calificación (qyalifing stage) de 2,4 km de longitud, siendo Sébastien Loeb el más rápido, segundo el ruso Novikov que sacó buen rendimiento con neumáticos DMACK y tercero Mikko Hirvonen. El francés de Citroën escogió como salir en el puesto catorce, Novikov en el trece e Hirvonen en el doce. El primero en tomar la salida fue elegido por Chris Atkinson seguido del brasileño Daniel Oliveira.
| Qualifying stage | Qualifying stage   | Qualifying stage | Qualifying stage | Qualifying stage |
| Pos.             | Piloto             | Tiempo           | Ord.             |                  |
| ---------------- | ------------------ | ---------------- | ---------------- | ---------------- |
| 1.               | Sébastien Loeb     | 2:06.1           | 14               |                  |
| 2.               | Evgeny Novikov     | 2:06.2           | 13               |                  |
| 3.               | Mikko Hirvonen     | 2:06.4           | 12               |                  |
| 4.               | Jari-Matti Latvala | 2:06.6           | 11               |                  |
| 5.               | Petter Solberg     | 2:06.9           | 10               |                  |
| 6.               | Thierry Neuville   | 2:07.4           | 9                |                  |
| 7.               | Dani Sordo         | 2:07.5           | 8                |                  |
| 8.               | Ott Tänak          | 2:07.6           | 7                |                  |
| 9.               | Mads Ostberg       | 2:07.7           | 6                |                  |
| 10.              | Martin Prokop      | 2:09.5           | 5                |                  |
| 11.              | Hans Weijs jr.     | 2:09.6           | 4                |                  |
| 12.              | Jarkko Nikara      | 2:10.3           | 3                |                  |
| 13.              | Chris Atkinson     | 2:10.6           | 1                |                  |
| 14.              | Daniel Oliveira    | 2:11.2           | 2                |                  |

### Día 2
El segundo día de carreras comenzó con el mejor tiempo de Latvala situándose líder provisional. Segundo fue Loeb y tercero su compañero Hirvonen. En el segundo tramo el estonio Tanak marcó el mejor crono en un tramo marcado por la presencia de agua, Ostberg fue segundo que marcó casi el mismo tiempo e Hirvonen tercero. Los pilotos Solberg y Nueville tuvieron problemas con el coche y ambos sufrieron roturas en las suspensiones. Petter Solberg golpeó una piedra y se vio obligado a abandonar.  En el tercer tramo Ostberg fue tercero, a pesar de sufrir un trompo, y se situó líder con dos segundos de ventaja sobre Tanak. Loeb marcó el mejor tiempo seguido de Hirvonen que solo cedió 0.4 segundos y se mantuvo tercero a trece segundos. Por su parte el español Dani Sordo sufrió una salida y se vio obligado abandonar. En el cuarto tramo dejó de llover pero los tramos continuaron embarrados. El ruso Novikov marcó el mejor tiempo y Ostberg aumentó su ventaja al frente de la clasificación. Por su parte Hirvonen que se situaba tercero, recortó tiempo a Tanak quedando a solo cuatro segundos. Loeb que iba cuarto fue el más rápido en el quinto tramo y ascendió hasta la segunda plaza quedando a veinticinco segundos de Ostberg. Su compañero Hirvonen no tomó riesgos y cayó hasta la cuarta posición. Tanak también perdió puestos y cayó al quinto puesto. Novikov sufrió una salida de pista que le obligó a abandonar, mientras que Chris Atkinson sufrió daños en el diferencial del MINI. El último tramo de la jornada se disputó sobre las calles de la localidad de Salou y tenía una distancia de dos kilómetros. Hirvonen marcó el mejor tiempo en el mismo seguido de Tanak a solo 0.3 segundos y Latvala a 0.7. El día finalizó con Ostberg líder, Loeb segundo y Latvala tercero. En las demás categorías José Antonio Suárez se situaba líder de la Academia, Marcos Ligato en el campeonato de producción y Craig Breen en el certamen Super 2000.

### Día 3
El tercer día de carrera se inició con el tramo de La Mussara con una longitud de 20 km. Latvala marcó el mejor tiempo en el mismo, sacando siete segundos a Loeb que fue segundo y que no había querido arriesgar. Por su parte Dani Sordo que se había reenganchaba a la carrera tras el abandono del viernes volvía a tener problemas y en mitad del tramo su MINI se quedaba con solo tres cilindros. Neuville que también había abandonado el día anterior sufría problemas en los frenos. En el octavo tramo Loeb marcó el mejor tiempo y se situo líder de la carrera con una ventaja de dieciséis segundos sobre Latvala. El francés ya no abandonaría el liderato hasta el final de la prueba. Ostberg que cayó a la tercera plaza se salió de la pista en el kilómetro 9 y golpeó contra un muro y solo pudo ser noveno en el tramo. En el noveno tramo de nuevo Loeb marcó el mejor crono, segundo fue Latvala y tercero Ostberg. En la categoría de producción se vivieron los primeros abandonos como Ligato y Yeray Lemes que cedieron el liderato a Benito Guerra. En el décimo tramo Sordo marcó su primer scratch a pesar de haber sido penalizado tras llegar tarde a un control debido a los esfuerzos de sus mecánicos de reparar el MINI tras los problemas en el mismo durante la jornada. Por su parte Ostberg que se situaba tercero vio como su inmediato seguidor Hirvonen le recortaba algunos segundos. El noruego esperaba sumar el mayor número de puntos para intentar finalizar tercero en el mundial de pilotos por delante de los dos pilotos de Ford. Sordo marcó de nuevo el mejor tiempo en el tramo once a pesar de haberse encontrado con el Mitsubishi de Veleriy Gorgan en pleno tramo que partía cuatro minutos antes pero que había sufrido problemas en los frenos. Loeb fue segundo y Latvla tercero. Por su parte, Hirvonen se colocó tercero de la general tras superar a Ostberg. En el último tramo de la jornada Tanak marcó el mejor tiempo, muy seguido de Loeb y Sordo, ambos a menos de un segundo. El estonio consiguió así adelantar a Ostberg en la general mientras que este se quejó del mal comportamiento de su coche. En la Academia WRC finalizaba la carrera, donde venció el español José Antonio Suárez y se adjudicaba el subcampeonato. En producción Guerra seguía en cabeza y en Super 2000 Breen también controlaba la carrera y se encontraba muy cerca de lograr su primer título en la categoría.

### Día 4
El cuarto día fue casi un monólogo de Dani Sordo que marcó el mejor tiempo en cuatro de seis tramos disputados. En el primero de la mañana Loeb que fue segundo aumentó ligeramente su ventaja sobre Latvala. En el décimo cuarto tramo, con scratch de Sordo que ascendía a la decimocuarta posición, Latvala fue segundo y recortó unos segundos a Loeb. Por su parte Tanak cometió un error y cedió su posición en favor de Ostberg. El noruego se veía así con opciones de terminar tercero en el mundial se conseguía imponerse en el Power Stage y sumar tres puntos extra siempre que Latvala no sumase ninguno en el mismo. En el tramo quince Sordo logró su tercer scratch consecutivo, mientras que Latvala y Loeb finalizaron muy cerca a menos de un segundo en un tramo de solo cuatro km. El finés pudo marcar el mejor tiempo tras admitir un pequeño error en una curva de izquierdas. Tanak realizó un trompo en pleno tramo. por lo que vio complicarse sus opciones de lograr un podio en la prueba. Por desgracia en el siguiente tramo sufrió un fuerte accidente y se vio obligado a abandonar. El mejor tiempo lo marcó Latvala muy seguido de Sordo, que fue segundo a 0.3 segundos. Tercero fue Loeb que conservaba el liderato aunque perdiendo casi cinco segundos con respecto a Latvala. Ostberg también recortaba distancia con Hirvonen que continuaba tercero en la general. El tramo número diecisiete era el Powerstage donde Latvala marcó el mejor tiempo y se adjudicó los tres puntos extra, segundo fue Sordo que ascendía a la novena plaza de la general y tercero Loeb. El puesto del finés le adjudicaba virtualmente la tercera plaza del mundial en detrimento de Ostberg. El último tramo de la prueba fue de nuevo para Sordo que se adjudicaba de esta manera la mayoría de los tramos del rally, con seis, muy seguido de Latvala que fue segundo a solo 1 décima. Loeb fue sexto y se llevó la victoria seguido de Latvala e Hirvonen. Craig Breen finalizó sexto de la general y se adjudicó el título del SWRC, muy emocionado al recordar la figura de su excopiloto, Gareth Roberts, que perdió la vida durante un rallye en Sicilia. En el PWRC, el mexicano Benito Guerra se proclamó el vencedor.

## Itinerario y resultados
| Día              | Tramo | Nombre | Nombre                        | Distancia | Hora  | Ganador            | Tiempo  | Velo. media | Líder rally        |
| ---------------- | ----- | ------ | ----------------------------- | --------- | ----- | ------------------ | ------- | ----------- | ------------------ |
| Día 1 Jueves 8   |       |        | Shakedown - Salou             | 2,94 km   | 8:00  | Petter Solberg     | 2:07.0  |             | -                  |
| Día 1 Jueves 8   |       |        | Qualifying stage - Salou      | 2,94 km   | 10:00 | Sébastien Loeb     | 2:06.1  |             | -                  |
| Día 2 Viernes 9  | SS1   |        | Gandesa                       | 7 km      | 7:45  | Jari-Matti Latvala | 4:40.5  | 89.8 km/h   | Jari-Matti Latvala |
| Día 2 Viernes 9  | SS2   |        | Pesells 1                     | 26,59 km  | 8:10  | Ott Tänak          | 15:54.5 | 100.3 km/h  | Ott Tänak          |
| Día 2 Viernes 9  | SS3   |        | Terra Alta 1                  | 44,02 km  | 9:19  | Sébastien Loeb     | 30:37.3 | 86.3 km/h   | Mads Ostberg       |
| Día 2 Viernes 9  | SS4   |        | Pesells 2                     | 26,59 km  | 13:35 | Evgeny Novikov     | 16:03.9 | 99.31 km/h  | Mads Ostberg       |
| Día 2 Viernes 9  | SS5   |        | Terra Alta 2                  | 44,02 km  | 14:44 | Sébastien Loeb     | 31:19.0 | 84.34 km/h  | Mads Ostberg       |
| Día 2 Viernes 9  | SS6   |        | Salou                         | 2 km      | 16:40 | Mikko Hirvonen     | 2:35.7  | 46.24 km/h  | Mads Ostberg       |
| Día 3 Sábado 10  | SS7   |        | La Mussara 1                  | 20,48 km  | 8:00  | Jari-Matti Latvala | 11:31.4 | 106.64 km/h | Mads Ostberg       |
| Día 3 Sábado 10  | SS8   |        | El Priorat 1                  | 45,97 km  | 9:15  | Sébastien Loeb     | 26:20.0 | 104.74 km/h | Sébastien Loeb     |
| Día 3 Sábado 10  | SS9   |        | Riba-roja d’Ebre              | 14,20 km  | 10:26 | Sébastien Loeb     | 9:19.1  | 91.43 km/h  | Sébastien Loeb     |
| Día 3 Sábado 10  | SS10  |        | La Mussara 2                  | 20,48 km  | 13:51 | Dani Sordo         | 11:23.2 | 107.92 km/h | Sébastien Loeb     |
| Día 3 Sábado 10  | SS11  |        | El Priorat 2                  | 45,97 km  | 15:06 | Dani Sordo         | 25:52.7 | 106.58 km/h | Sébastien Loeb     |
| Día 3 Sábado 10  | SS12  |        | Riba-roja d’Ebre              | 14,20 km  | 16:17 | Ott Tänak          | 9:32.0  | 89.37 km/h  | Sébastien Loeb     |
| Día 4 Domingo 11 | SS13  |        | Riudecanyes 1                 | 16:32 km  | 7:50  | Dani Sordo         | 10:33.9 | 92.85 km/h  | Sébastien Loeb     |
| Día 4 Domingo 11 | SS14  |        | Santa Marina 1                | 26,51 km  | 8:51  | Dani Sordo         | 15:42.7 | 101.24 km/h | Sébastien Loeb     |
| Día 4 Domingo 11 | SS15  |        | La Serra d’Almos 1            | 4,11 km   | 9:47  | Dani Sordo         | 2:37.1  | 94.18 km/h  | Sébastien Loeb     |
| Día 4 Domingo 11 | SS16  |        | Riudecanyes 2                 | 16:32 km  | 11:52 | Jari-Matti Latvala | 10:30.7 | 93.32 km/h  | Sébastien Loeb     |
| Día 4 Domingo 11 | SS17  |        | Santa Marina 2, (Power Stage) | 26,51 km  | 12:53 | Jari-Matti Latvala | 15:43.5 | 101.15 km/h | Sébastien Loeb     |
| Día 4 Domingo 11 | SS18  |        | La Serra d’Almos 2            | 4,11 km   | 13:49 | Dani Sordo         | 2:38.3  | 93.47 km/h  | Sébastien Loeb     |

### Powerstage
| Pos. | Piloto             | Copiloto          | Automóvil                  | Tiempo  | Dif.  | Vel. media  | Puntos |
| ---- | ------------------ | ----------------- | -------------------------- | ------- | ----- | ----------- | ------ |
| 1    | Jari-Matti Latvala | Miikka Anttila    | Ford Fiesta RS WRC         | 15:43.5 | 0.0   | 101.15 km/h | 3      |
| 2    | Dani Sordo         | Carlos del Barrio | Mini John Cooper Works WRC | 15:45.9 | +2.4  | 100.89 km/h | 2      |
| 3    | Sébastien Loeb     | Daniel Elena      | Citroën DS3 WRC            | 15:54.2 | +10.7 | 100.02 km/h | 1      |

## Clasificación final
| Pos.        | Piloto               | Copiloto            | Automóvil                  | Tiempo    | Diferencia | Puntos |
| WRC         | WRC                  | WRC                 | WRC                        | WRC       | WRC        | WRC    |
| ----------- | -------------------- | ------------------- | -------------------------- | --------- | ---------- | ------ |
| 1           | Sébastien Loeb       | Daniel Elena        | Citroën DS3 WRC            | 4:14:29.1 | 0.0        | 25+1   |
| 2           | Jari-Matti Latvala   | Miikka Anttila      | Ford Fiesta RS WRC         | 4:14:36.1 | +0:7.0     | 18+3   |
| 3           | Mikko Hirvonen       | Jarmo Lehtinen      | Citroën DS3 WRC            | 4:16:15.9 | +1:46.8    | 15     |
| 4           | Mads Østberg         | Jonas Andersson     | Ford Fiesta RS WRC         | 4:16:25.5 | +1:56.4    | 12     |
| 5           | Jarkko Nikara        | Jarkko Kalliolepo   | Mini John Cooper Works WRC | 4:30:37.0 | +16:07.9   | 10     |
| 6           | Craig Breen          | Paul Nagle          | Ford Fiesta S2000          | 4:32:39.5 | +18:10.4   | 8      |
| 7           | Chris Atkinson       | Glenn MacNeall      | Mini John Cooper Works WRC | 4:33:43.8 | +19:14.7   | 6      |
| 8           | Per-Gunnar Andersson | Emil Axelsson       | Proton Satria Neo S2000    | 4:34:45.2 | +20:16.1   | 4      |
| 9           | Dani Sordo           | Carlos del Barrio   | Mini John Cooper Works WRC | 4:40:09.7 | +25:40.6   | 2+2    |
| 10          | Evgeny Novikov       | Ilka Minor          | Ford Fiesta RS WRC         | 4:40:15.7 | +25:46.6   | 1      |
| SWRC        |                      |                     |                            |           |            |        |
| 1 (6)       | Craig Breen          | Paul Nagle          | Ford Fiesta S2000          | 4:32:39.5 | 0.0        | 25     |
| 2 (8)       | Per-Gunnar Andersson | Emil Axelsson       | Proton Satria Neo S2000    | 4:34:45.2 | +2:05.7    | 18     |
| 3 (15)      | Yazeed Al-Rajhi      | Michael Orr         | Ford Fiesta RRC            | 4:45:13.6 | +12:34.1   | 15     |
| 4 (17)      | Alastair Fisher      | Daniel Barritt      | Proton Satria Neo S2000    | 4:46:08.8 | +13:29.3   | 12     |
| 5 (20)      | Hayden Paddon        | John Kennard        | Škoda Fabia S2000          | 4:51:06.6 | +18:27.1   | 10     |
| PWRC        |                      |                     |                            |           |            |        |
| 1 (18)      | Benito Guerra        | Borja Rozada        | Mitsubishi Lancer Evo X    | 4:47:54.5 | 0.0        | 25     |
| 2 (22)      | Marcos Ligato        | Rubén García        | Subaru Impreza WRX STi     | 4:53:30.8 | +5:36.3    | 18     |
| 3 (25)      | Subhan Aksa          | Bill Hayes          | Mitsubishi Lancer Evo X    | 4:57:10.2 | +9:15.7    | 15     |
| 4 (27)      | Valeriy Gorban       | Andriy Nikolaev     | Mitsubishi Lancer Evo IX   | 4:58:40.4 | +10:45.9   | 12     |
| 5 (29)      | Lorenzo Bertelli     | Lorenzo Granai      | Subaru Impreza WRX STi     | 5:00:04.7 | +12:10.2   | 10     |
| 6 (31)      | Michał Kościuszko    | Maciej Szczepaniak  | Mitsubishi Lancer Evo X    | 5:06:00.9 | +18:06.4   | 8      |
| 7 (33)      | Yeray Lemes          | Rogelio Peñate      | Mitsubishi Lancer Evo X    | 5:08:28.9 | +20:34.4   | 6      |
| 8 (35)      | Ricardo Triviño      | Alex Haro           | Subaru Impreza WRX STi     | 5:10:38.1 | +22:43.6   | 4      |
| 9 (36)      | Nicolás Fuchs        | Fernando Mussano    | Subaru Impreza WRX STi     | 5:11:14.5 | +23:20.0   | 2      |
| 10 (38)     | Gianluca Linari      | Andrea Cecchi       | Subaru Impreza WRX STi     | 5:16:04.4 | +28:09.9   | 1      |
| WRC Academy |                      |                     |                            |           |            |        |
| 1           | José Antonio Suárez  | Cándido Carrera     | Ford Fiesta R2             | 3:46:51.3 | 0.0        | 25+1   |
| 2           | Pontus Tidemand      | Stig Rune Skjærmoen | Ford Fiesta R2             | 3:48:11.0 | +1:19.7    | 18+7   |
| 3           | Elfyn Evans          | Philip Pugh         | Ford Fiesta R2             | 3:50:13.6 | +3:22.3    | 15+3   |
| 4           | John MacCrone        | Stuart Loudon       | Ford Fiesta R2             | 3:55:32.8 | +8:41.5    | 12+2   |
| 5           | Timo van der Marel   | Erwin Berkhof       | Ford Fiesta R2             | 3:58:15.7 | +11:24.4   | 10     |
| 6           | Brendan Reeves       | Rhianon Smyth       | Ford Fiesta R2             | 4:00:13.6 | +13:22.3   | 8      |
| 7           | Aron Domzala         | Kacper Pietrusinski | Ford Fiesta R2             | 4:12:29.4 | +25:38.1   | —      |